# Mușchi orbicular al ochiului
Mușchiul orbicular al ochiului (latină: musculus orbicularis oculi) este un mușchi al expresiei faciale care înconjoară ochiul. Este situat în grosimea pleoapei și pe circumferința orbitei. Fasciculele musculare se dispun în semicerc și se inseră pe ligamentele palpebrale. Este format din trei porțiuni: porțiunea palpebrală, porțiunea orbitală și porțiunea lacrimală. Acest mușchi are funcții importante în protejarea și umezirea ochiului, precum și în expresia facială. Astfel, pierderea funcționalității sale poate dăuna ochiului, deoarece acesta rămâne deschis.

## Structură

### Partea palpebrală
Partea palpebrală (latină: pars palpebralis) a mușchiului este subțire și pală. Fibrele sale își au originea în ligamentul palpebral medial și se întind, când pleoapa este închisă, până la ligamentul palpebral lateral. La comisura palpebrală fibrele musculare radiază din porțiunea palpebrală în tars și se împletesc cu ductele excretoare ale glandelor tarsale. Aceste fibre musculare sunt cunoscute sub numele de fascicule ciliare sau mușchii lui Riolan.

### Partea orbitală
Partea orbitală (latină: pars orbitalis) este mai groasă și de culoare roșiatică. Fibrele din structura sa formează o elipsă completă fără întrerupere la comisura palpebrală laterală; fibrele superioare pot ajunge la pielea sprâncenelor, iar cele inferioare la pielea obrazului.

### Partea lacrimală
Partea lacrimală (latină: pars lacrimalis), numită și mușchiul lui Horner, este acoperită de celelalte două unități musculare. Se inseră pe creasta lacrimală posterioară și își are inserția terminală pe canalele lacrimale, înapoia punctelor lacrimale.

## Inervație
Orbicularul ochiului este inervat de nervul facial. Jumătatea superioară a mușchiului este inervată de ramura temporală a nervului facial, în timp ce jumătatea inferioară este invervată de ramura zigomatică a nervului facial.

## Vascularizație
Mușchiul orbicular al ochiului este vascularizat de ramuri ale arterei faciale și ale arterei temporale superficiale (care sunt ramuri ale arterei carotide externe), precum și de artera oftalmică (care este o ramură a arterei carotide interne).

## Funcție
Orbicularul ochiului are o funcție importantă în mișcările ochiului, apărare, distribuirea lichidului lacrimal și mimică. Porțiunea palpebrală închide ochiul, apropiind pleoapele în condiții normale (somn, clipit). Porțiunea orbitală se contractă în închiderea forțată, cum este lumina puternică și ochirea. Porțiunea lacrimală favorizează scurgerea prin aspirație a lichidului lacrimal, dilatând punctele lacrimale și sacul lacrimal.

## Embriologie
Mușchiul orbicular al ochiului se formează din mezoderm în pleoape în a 12-a săptămână de sarcină. Derivă din mezenchimul celui de-al doilea arc faringian.

## Semnificație clinică
Dacă mușchiul nu funcționează din diverse motive, cum ar fi paralizia lui Bell sau paralizia nervului facial, atunci pleoapele nu se pot închide complet. Această afecțiune necesită lubrifiere agresivă a ochiului cu picături oftalmice artificiale și unguent pentru a preveni keratita de expunere. Dacă nu este tratată corespunzător, închiderea incompletă a pleoapelor poate duce la durere semnificativă, cicatrizare corneană, ulcer cornean și, în final, perforație corneană cu o posibilă pierdere a ochiului.
Mușchiul se poate contracta involuntar în blefarospasm benign esențial. Acesta poate afecta sever capacitatea unei persoane de a efectua activități zilnice, cum ar fi cititul și șofatul, deoarece persoana are dificultăți în a menține ochii deschiși pentru a vedea corect. Chemodenervarea periodică a mușchiului cu injecții cu toxină botulinică poate ameliora semnificativ simptomele.